# Gábor Kuncze
Dans le nom hongrois Kuncze Gábor, le nom de famille précède le prénom, mais cet article utilise l’ordre habituel en français Gábor Kuncze, où le prénom précède le nom.
Gábor Kuncze, né le 4 novembre 1950 à Pápa, est un homme politique hongrois, membre de l’Alliance des démocrates libres. Il a été ministre de l’Intérieur de la Hongrie de 1994 à 1998, succédant à Imre Kónya.